# Wanda (roślina)
Wanda (Vanda Jones ex Brown) – rodzaj bylin należących do rodziny storczykowatych (Orchidaceae). Do rodzaju należy 78 gatunków. Gatunkiem typowym jest Vanda roxburghii R. Brown.
Gatunki z tego rodzaju występują w centralnych Chinach i Tybecie, na Tajwanie, w Japonii, Korei Południowej, Korei Północnej, Indiach, Bangladeszu, Nepalu, na Sri Lance, w Kambodży, Laosie, Mjanmie, Tajlandii, Wietnamie, Malezji, na Filipinach, w Nowej Gwinei, Australii oraz na Marianach.

## Systematyka
Pozycja systematyczna według Angiosperm Phylogeny Website (aktualizowany system APG III z 2009)
Jeden z rodzajów podplemienia Aeridinae z plemienia Vandeae w podrodzinie epidendronowych (Epidendroideae) z rodziny storczykowatych (Orchidaceae). Storczykowate są kladem bazalnym w rzędzie szparagowców Asparagales w obrębie jednoliściennych.
Gatunki
- Vanda alpina Lindl.
- Vanda ampullacea (Roxb.) L.M.Gardiner
- Vanda arbuthnotiana Kraenzl.
- Vanda arcuata J.J.Sm.
- Vanda aurantiaca (Schltr.) L.M.Gardiner
- Vanda aurea (J.J.Sm.) L.M.Gardiner
- Vanda barnesii W.E.Higgins & Motes
- Vanda bensonii Bateman
- Vanda bicolor Griff.
- Vanda bidupensis Aver. & Christenson
- Vanda brunnea Rchb.f.
- Vanda celebic  Rolfe
- Vanda chlorosantha (Garay) Christenson
- Vanda christensoniana (Haager) L.M.Gardiner
- Vanda coerulea Griff. ex Lindl.
- Vanda coerulescens Griff.
- Vanda concolor Blume
- Vanda cristata Wall. ex Lindl.
- Vanda curvifolia (Lindl.) L.M.Gardiner
- Vanda dearei Rchb.f.
- Vanda denisoniana Benson & Rchb.f.
- Vanda devoogtii J.J.Sm.
- Vanda dives (Rchb.f.) L.M.Gardiner
- Vanda falcata (Thunb.) Beer
- Vanda flabellata (Rolfe ex Downie) Christenson
- Vanda foetida J.J.Sm.
- Vanda frankieana Metusala & P.O'Byrne
- Vanda furva (L.) Lindl.
- Vanda fuscoviridis Lindl.
- Vanda garayi (Christenson) L.M.Gardiner
- Vanda gibbsiae Rolfe
- Vanda griffithii Lindl.
- Vanda hastifera Rchb.f.
- Vanda helvola Blume
- Vanda himalaica (Deb, Sengupta & Malick) L.M.Gardiner
- Vanda hindsii Lindl.
- Vanda insignis Blume
- Vanda insularum (Christenson) L.M.Gardiner
- Vanda jainii A.S.Chauhan
- Vanda javierae D.Tiu ex Fessel & Lückel
- Vanda jennae P.O'Byrne & J.J.Verm.
- Vanda lamellata Lindl.
- Vanda lilacina Teijsm. & Binn.
- Vanda limbata Blume
- Vanda liouvillei Finet
- Vanda lombokensis J.J.Sm.
- Vanda longitepala D.L.Roberts, L.M.Gardiner & Motes
- Vanda luzonica Loher ex Rolfe
- Vanda merrillii Ames & Quisumb.
- Vanda metusalae P.O'Byrne & J.J.Verm.
- Vanda miniata (Lindl.) L.M.Gardiner
- Vanda motesiana Choltco
- Vanda nana L.M.Gardiner
- Vanda petersiana Schltr.
- Vanda pumila Hook.f.
- Vanda punctata Ridl.
- Vanda richardsiana (Christenson) L.M.Gardiner
- Vanda roeblingiana Rolfe
- Vanda rubra (Lindl.) L.M.Gardiner
- Vanda sanderiana (Rchb.f.) Rchb.f.
- Vanda scandens Holttum
- Vanda semiteretifolia (Seidenf.) L.M.Gardiner
- Vanda stangeana Rchb.f.
- Vanda subconcolor Tang & F.T.Wang
- Vanda sumatrana Schltr.
- Vanda tessellata (Roxb.) Hook. ex G.Don
- Vanda testacea (Lindl.) Rchb.f.
- Vanda thwaitesii Hook.f.
- Vanda tricolor Lindl.
- Vanda ustii Golamco, Claustro & de Mesa
- Vanda vietnamica (Haager) L.M.Gardiner
- Vanda vipanii Rchb.f.
- Vanda wightii Rchb.f.
- Vanda xichangensis (Z.J.Liu & S.C.Chen) L.M.Gardiner
- Vanda × amoena O'Brien
- Vanda × boumaniae J.J.Sm.
- Vanda × charlesworthii Rolfe
- Vanda × confusa Rolfe

Naturalne hybrydy
- Vanda × amoena O'Brien
- Vanda × boumaniae J.J.Sm.
- Vanda × charlesworthii Rolfe
- Vanda × confusa Rolfe

## Uprawa
Wiele gatunków i mieszańców uprawianych jest w celach ozdobnych. Temperatura w miejscach uprawy zimą powinna wynosić 13-15 °C, a latem nie powinna przekraczać 30 °C. Rośliny podlewać należy dużymi ilościami wody.

## Szkodniki
Czerwce, wełnowcowate, przędziorki.